# Дельта Дунаю
Дельта Дунаю (рум. Delta Dunării вимовляється [ˈdelta ˈdunərij] ( прослухати)) — друга за площею у Європі річкова дельта після Волги, центр біорізноманіття світового масштабу, важливе місце гніздування та сезонних скупчень птахів, розмноження цінних промислових та рідкісних видів риб, найбільше в Європі місцепроживання багатьох охоронюваних видів земноводних.

## Опис
Площа дельти становить 5640 км², з яких 4340 км² розташовані в Румунії і 1200 км² в Україні, при цьому протяжність дельти постійно змінюється: через наносні відкладення збільшується на 40 м/рік.
- Основна частина дельти розташована в Румунії і перебуває під національною охороною з 1938 року, а 1991 року була визнана ЮНЕСКО як Всесвітній природний спадок.

- Вздовж Кілійського гирла, що протікає в Одеській області України, розташований Дунайський біосферний заповідник, де росте понад 20 видів рослин, занесених у Червону книгу України, та трапляється понад 125 видів тварин, які включені у національний і міжнародний червоні списки[1].

У 1999 році українська частина дельти — ДБЗ (46 403 га) був об'єднаний з румунським біосферним резерватом (580 тис. га) у біосферний резерват «Дельта Дунаю», що підтверджує відповідний сертифікат ЮНЕСКО.

### Водні об'єкти
Дельта Дунаю болотиста, прорізана щільною сіткою рукавів і озер. Вершина дельти знаходиться біля мису Ізмаїльский Чатал за 80 км від гирла, де основне русло Дунаю спочатку розпадається на Кілійське і Тульчинське. Через 17 км нижче за течією Тульчинське гирло розділяється на Георгієвське та Сулинське гирла, які впадають у Чорне море поокремо.
- Гирла (у % від витрати води Дунаю):
  - Кілійське — 58 %
  - Тульчинське — 42 %, з них
    - Сулинське — 19 %
    - Георгіївське — 23 %
- Озера
  - Разелм
  - Сіное

## Геологія
Сучасна дельта Дунаю почала формуватися 6000 р. тому в затоці Чорного моря, коли його рівень наблизився до нинішнього стану. Піщаний бар'єр заблокував Дунайську затоку і річка почала створення дельти. Після заповнення затоки алювіальними відкладами у 5 500 р. тому річка стала текти декількома гирлами: Георгієвське I (5,500-3,600 тому), Сулінське (3,600-2000 р. тому), Георгієвське II (2000-0 років тому) та Кілійське (1600-0 років тому).

## Екологія
Кілійське гирло в межах території України створює так звану Кілійську дельту, котра є найшвидшою частиною дельти Дунаю. Більша частина дельти Дунаю — заплава, другий за площею масив подібного ландшафту в Європі.
Загрозу унікальній природі дельти можуть становити українські та румунські судноплавні канали (Канал Дунай-Чорне море (Україна) і Канал Дунай-Чорне море (Румунія)) при недотриманні положень міжнародних конвенцій, у тому числі Конвенції про оцінку впливу на довкілля у транскордонному контексті (Конвенція Еспоо), недостатній взаємодії з міжнародними природоохоронними організаціями, без моніторингу і оцінки впливу на довкілля.

## Фауна
На заповідних територіях дельти Дунаю трапляються 63 % птахів, зареєстрованих на території України та 42 види птахів, занесених до Червоної книги України і Європейського Червоного списку.

## Клімат
Клімат у дельті Дунаю помірний континентальний з сильним впливом Чорного моря. Це сухий і сонячний регіон (70 безхмарних днів, 2500 сонячних годин/рік). Середньорічна температура становить 11 ° C (-1 ° C у січні і 22 ° С в липні), середньорічна кількість опадів 300 — 400 мм, зменшуючись з заходу на схід. Випаровування становить близько 1000 мм/рік, підсилюючись сильними і частими вітрами, а також тривалими періодами посухи влітку. Північно-західний вітер є причиною частих штормів навесні та восени.

## Галерея

Історична еволюція дельти Дунаю (1 н.е. – 2015)
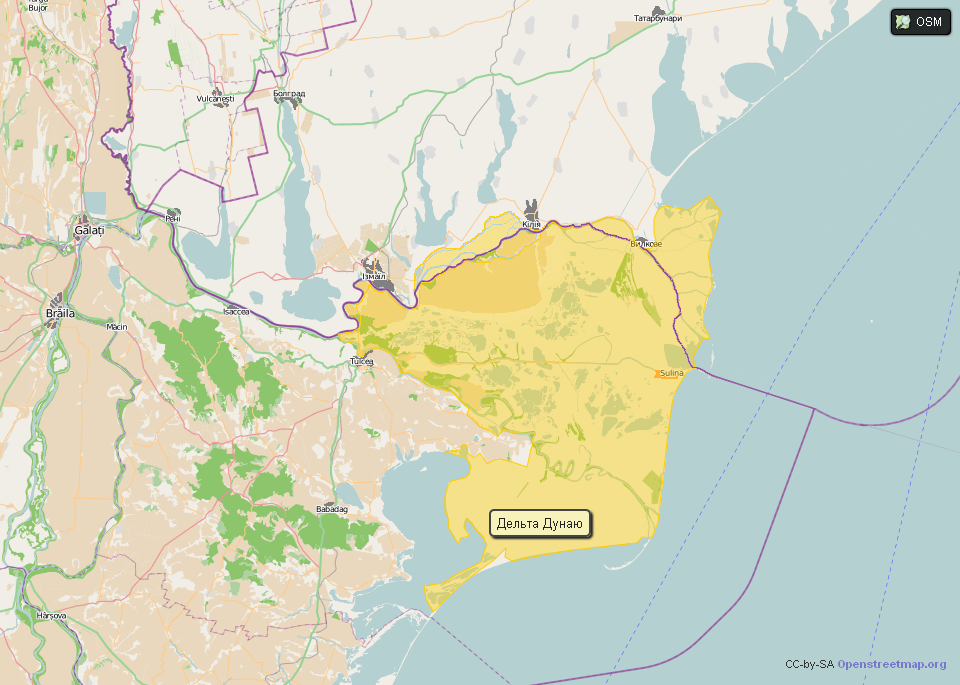
Дельта Дунаю із навколишніми територіями на мапі
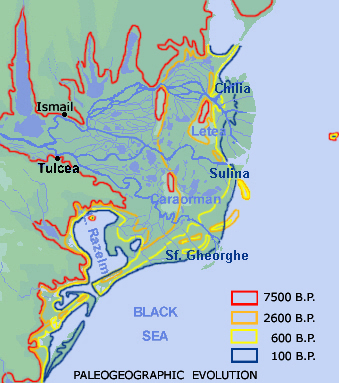
Збільшення дельти Дунаю в часі
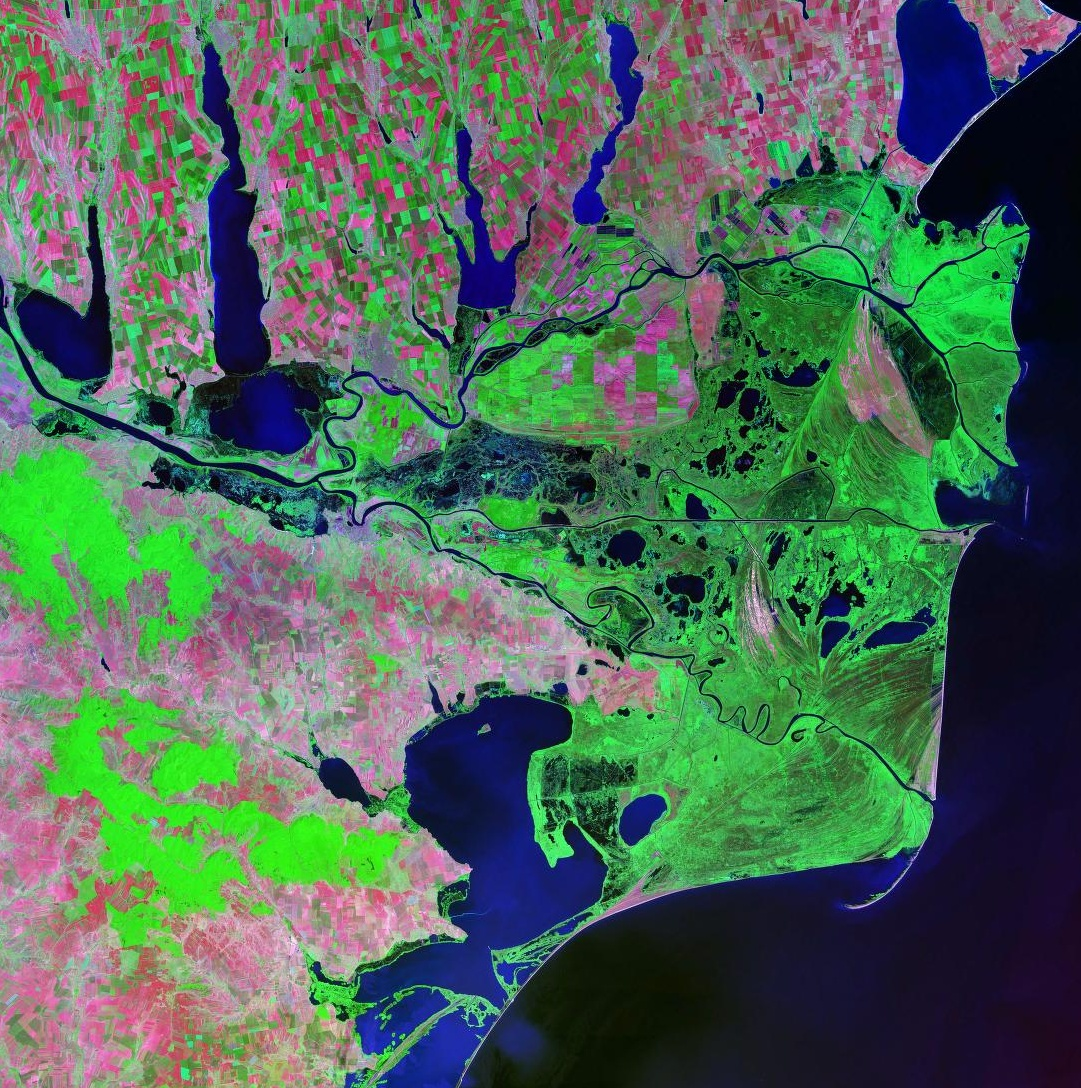
Супутниковий знімок дельти Дунаю, 2000.
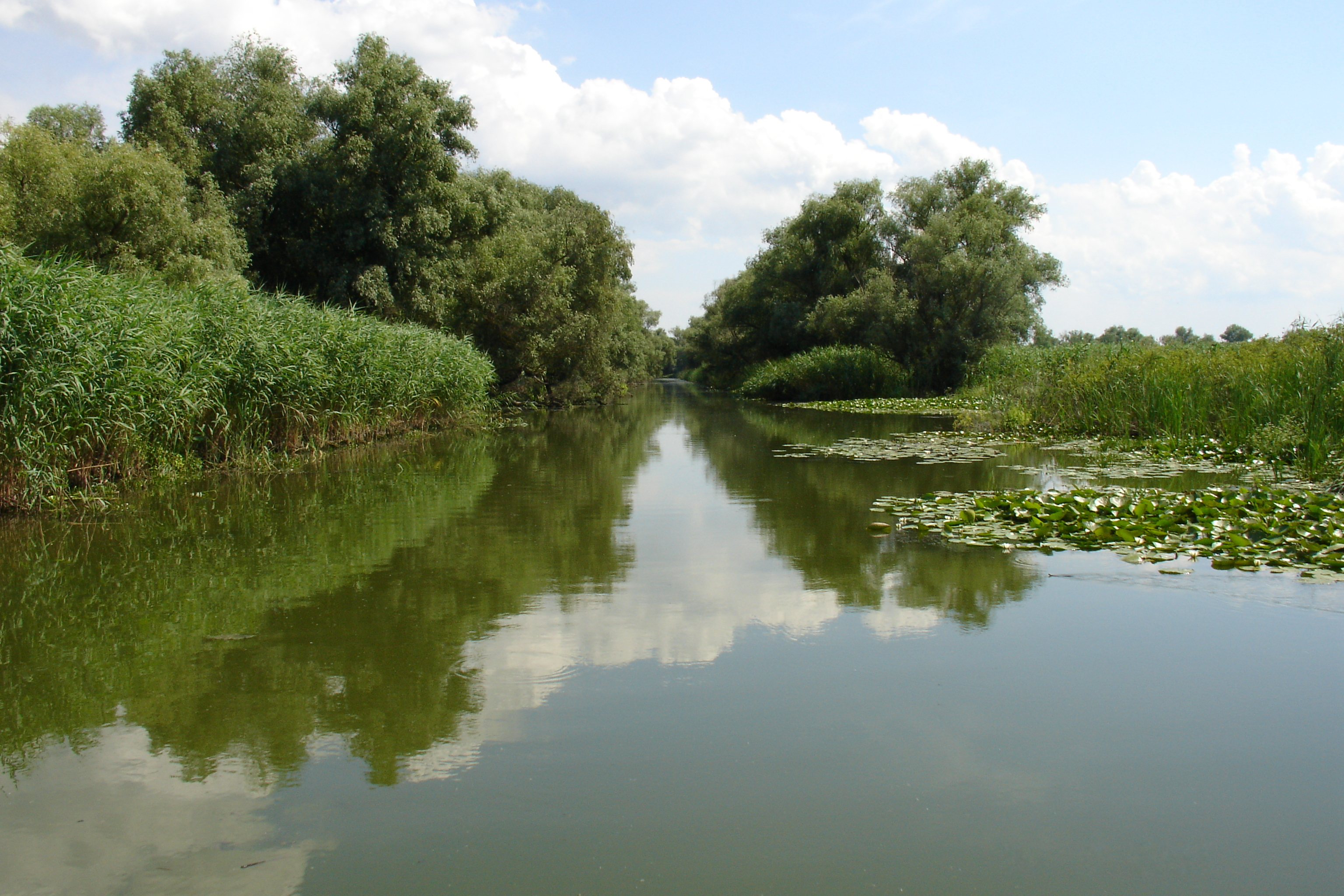
Дунайський біосферний заповідник
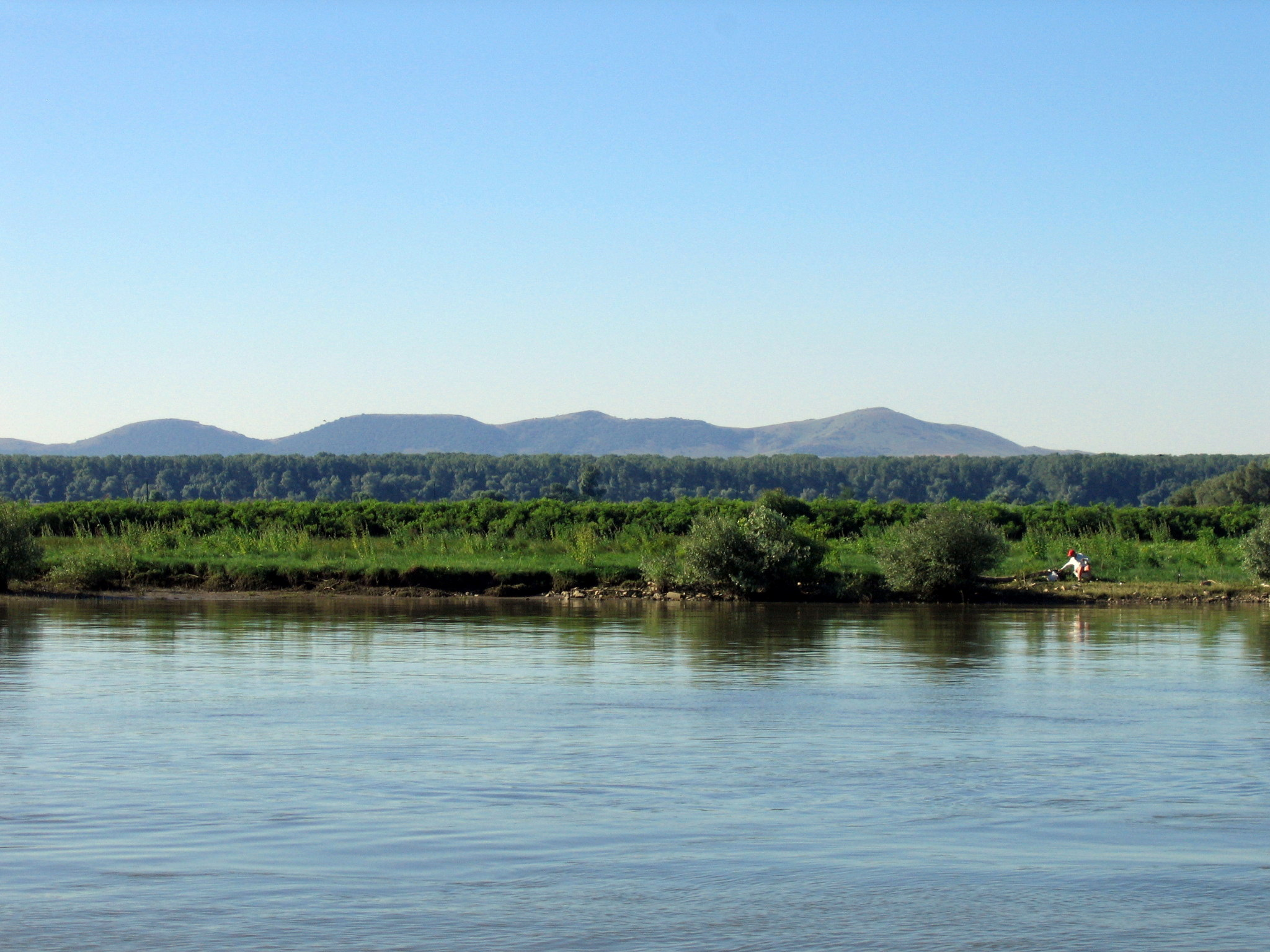
Дельта Дунаю в Румунії
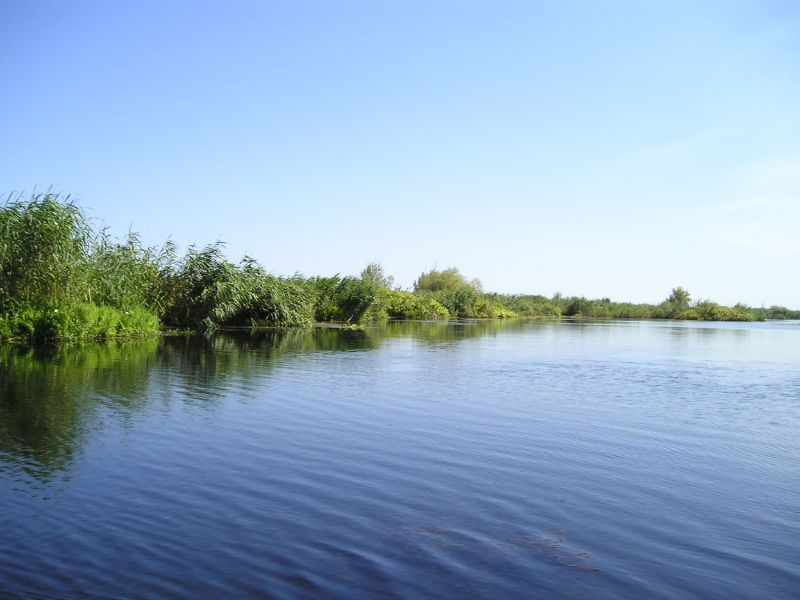
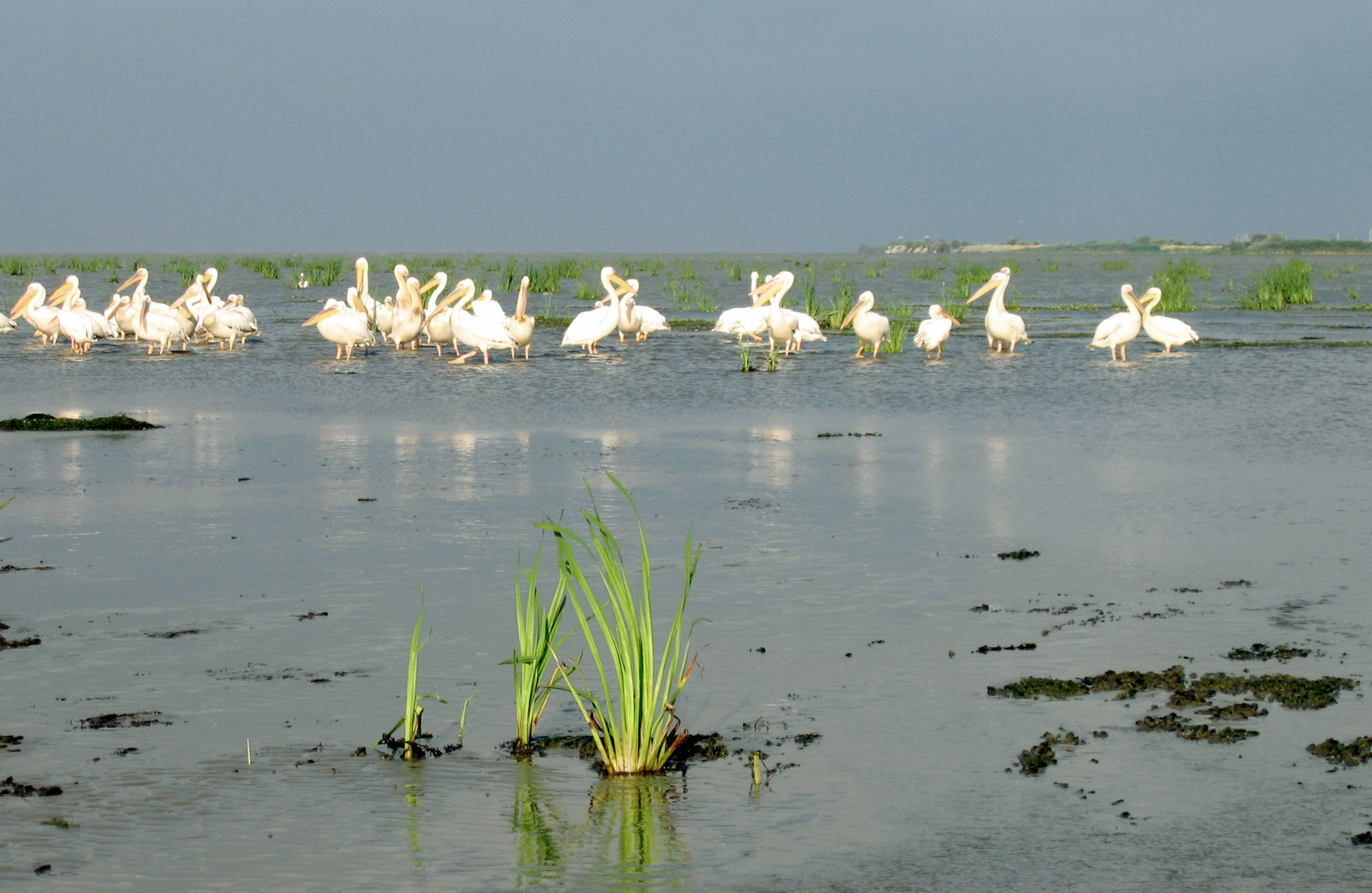
Білі пелікани
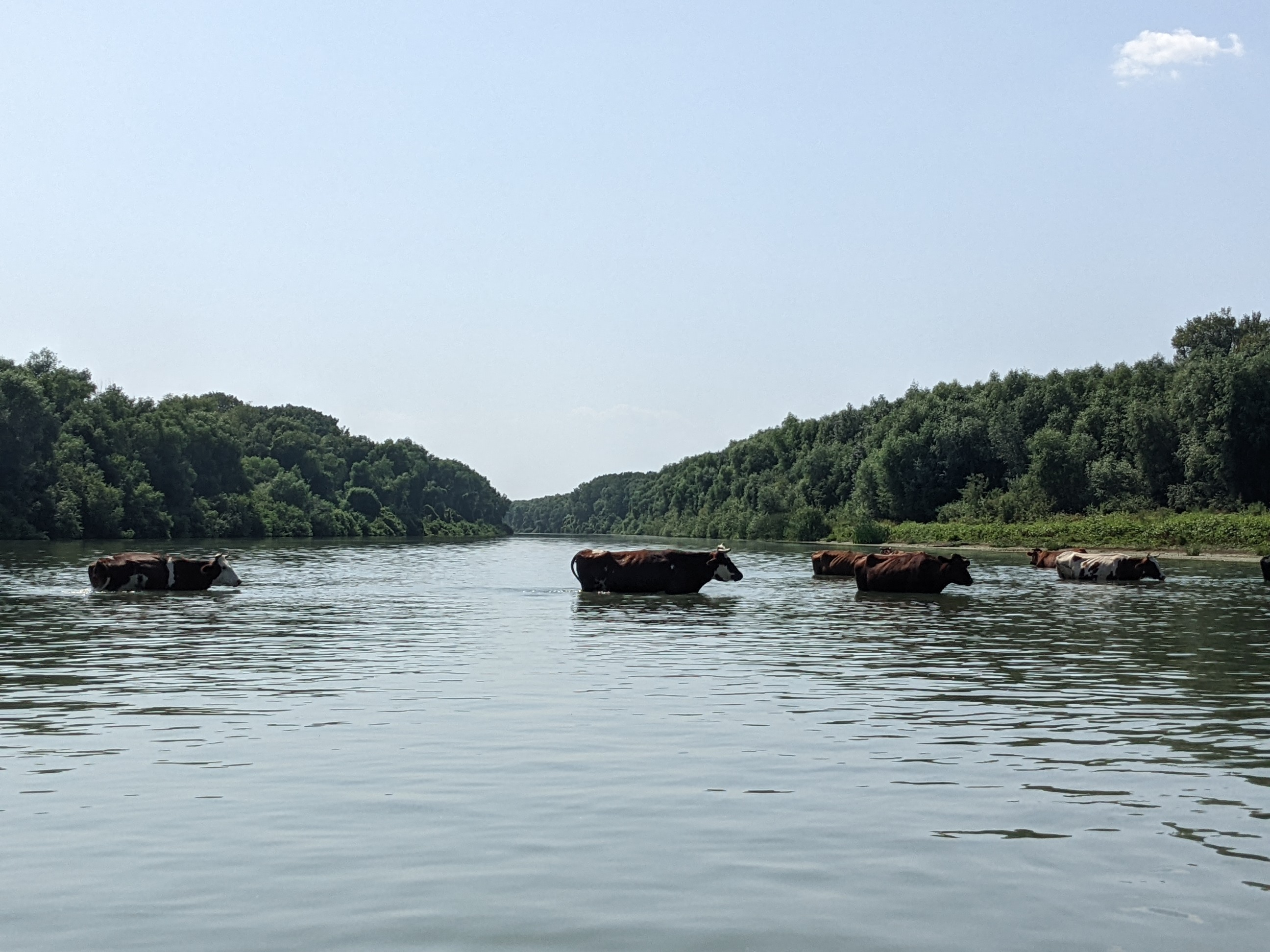
Рукав Дунаю поблизу с. Кислиця, Ізмаїльського району

## Посилення
- Іст. географія та етнографія дельти Дунаю. 1998

| Румунія | Це незавершена стаття з географії Румунії. Ви можете допомогти проєкту, виправивши або дописавши її. |